# Pseudopoda rivicola
Pseudopoda rivicola är en spindelart som beskrevs av Jäger och Vedel 2007. Pseudopoda rivicola ingår i släktet Pseudopoda och familjen jättekrabbspindlar. Inga underarter finns listade i Catalogue of Life.